# 보고싶은 얼굴 (2001년 드라마)
《보고싶은 얼굴》은 2001년 8월 20일부터 2002년 1월 19일까지 방영된 MBC 아침 드라마이다.

## 방송 시간
| 방송 채널 | 프로그램      | 방송 기간                         | 방송 시간                                     | 방송 분량 |
| --------- | ------------- | --------------------------------- | --------------------------------------------- | --------- |
| MBC TV    | 보고싶은 얼굴 | 2001년 8월 20일 ~ 9월 29일        | 매주 월요일 ~ 토요일 아침 8시 25분 ~ 8시 55분 | 30분      |
| MBC TV    | 보고싶은 얼굴 | 2001년 10월 1일 ~ 10월 3일        | 월요일 ~ 수요일 아침 8시 20분 ~ 8시 50분      | 30분      |
| MBC TV    | 보고싶은 얼굴 | 2001년 10월 4일 ~ 10월 6일        | 목요일 ~ 토요일 아침 8시 25분 ~ 8시 55분      | 30분      |
| MBC TV    | 보고싶은 얼굴 | 2001년 10월 8일 ~ 11월 3일        | 매주 월요일 ~ 토요일 아침 8시 25분 ~ 8시 55분 | 30분      |
| MBC TV    | 보고싶은 얼굴 | 2001년 11월 5일 ~ 2002년 1월 19일 | 매주 월요일 ~ 토요일 아침 9시 ~ 9시 30분      | 30분      |

## 등장 인물
- 이응경 : 서지현 / 윤수경 역
- 김주승 : 이준혁 역
- 독고영재 : 김재민 역
- 전혜진 : 서지수 역
- 지수원 : 김민주 역
- 엄유신 : 이화정 역
- 이대근 : 이태성 역
- 여운계 : 송길자 역
- 김소원 : 문영자 역
- 이승형 : 서진우 역
- 한규희
- 박형선
- 유선애
- 윤예리
- 이애정 : 김선영 역
- 이세영 : 이소담 역
- 인교진
- 윤희주
- 송성희
- 문보연

## 편성 변경
- 2001년 10월 1일부터 10월 3일까지 5분 앞당겨 방송했다.
- 2001년 11월 5일부터 아침 8시 25분 ~ 8시 55분까지 방송했으나 35분 뒤로 밀러난 아침 9시 ~ 9시 30분까지로 변경되었다.

## 참고 사항
- 극중에서 뒤틀린 가족 관계 내용으로 비난을 사기도 했다.[1]
- 극중 서지현 역의 이응경은 1998년 막을 내린 KBS 2TV 《아씨》 이후 해당 작품을 통해 주인공 역할을 맡았다.[2]
- 극중 이태성 역의 이대근은 1997년 KBS 2TV 월화 미니시리즈 《봄날은 간다》 이후 해당 드라마로 연기활동을 재개했다.
- 극중 김민주 역의 지수원은 1997년 막을 내린 KBS 2TV 일일극 《오늘은 남동풍》 이후 해당 드라마로 연속극 복귀를 했다.[3]